# Macaguaje
Macaguaje (Makaguaje, Makaguáhe), nomadsko pleme Indijanaca porodice Tucanoan s donjeg toka rijeke Putumayo, pritoka rijeke  Caquete, u departmanima  Putumayo i Caquetá, u Kolumbiji. Jezik macaguaje pripada zapadnoj skupini tucanoanskih jezika i gotovo je mestao. Njime se danas služi, (prema podacima Arango i Sánchez, 1998) oko 50 osoba u Peñas Blancasu, općina Florencia, a ostali govore jezicima plemena Siona i Correguaje. 

## Vanjske poveznice
- An extinct language of Colombia
- Etnias en Colombia